# Uyak
Uyak (in aleutino Kiikax o Uuyax) è una piccola isola che fa parte delle Andreanof, nell'arcipelago delle Aleutine, e appartiene all'Alaska (USA). Si trova al centro della Nazan Bay sulla costa orientale dell'isola Atka; è lunga circa 250 m.
È stata registrata con questo nome dal capitano Teben'kov, della Marina imperiale russa nel 1852.